# Campeonato Brasileiro de Futebol de 2004 - Série C
O Campeonato Brasileiro de Futebol - Série C de 2004 foi a 14.ª edição da terceira divisão do futebol brasileiro disputado entre 1 de Agosto e 28 de Novembro. Seu regulamento era de: 60 times divididos em 16 grupos de 4, 3 e 2 clubes na primeira fase, classificando-se os dois melhores de cada grupo para a segunda fase. Nas segundas, terceiras e quartas fases as equipes se enfretavam-se em mata-mata e os últimos quatro que sobravam disputariam uma fase de turno e returno cujos dois melhores subiam a Série B de 2005.
O campeão foi o União Barbarense de São Paulo, que subiu junto com o Gama do Distrito Federal.

## Primeira Fase
| Grupo 1 | Grupo 1          | Grupo 1 | Grupo 1 | Grupo 1 | Grupo 1 | Grupo 1 | Grupo 1 | Grupo 1 | Grupo 1 |
| Time | Time             | PG      | J       | V       | E       | D       | GP      | GC      | SG      |
| --- | ---------------- | ------- | ------- | ------- | ------- | ------- | ------- | ------- | ------- |
| 1 | Grêmio Coariense | 8       | 4       | 2       | 2       | 0       | 5       | 4       | 2       |
| 2 | Rio Branco-AC    | 4       | 4       | 1       | 1       | 2       | 5       | 6       | -1      |
| 3 | Nacional-AM      | 3       | 4       | 0       | 3       | 1       | 6       | 7       | -1      |
| PG - pontos ganhos; J - jogos; V - vitórias; E - empates; D - derrotas; GP - gols pró; GC - gols contra; SG - saldo de gols |                  |         |         |         |         |         |         |         |         |

| Grupo 2 | Grupo 2          | Grupo 2 | Grupo 2 | Grupo 2 | Grupo 2 | Grupo 2 | Grupo 2 | Grupo 2 | Grupo 2 |
| Time | Time             | PG      | J       | V       | E       | D       | GP      | GC      | SG      |
| --- | ---------------- | ------- | ------- | ------- | ------- | ------- | ------- | ------- | ------- |
| 1 | Atlético Roraima | 2       | 2       | 0       | 2       | 0       | 1       | 1       | 0       |
| 2 | Trem             | 2       | 2       | 0       | 2       | 0       | 1       | 1       | 0       |
| PG - pontos ganhos; J - jogos; V - vitórias; E - empates; D - derrotas; GP - gols pró; GC - gols contra; SG - saldo de gols |                  |         |         |         |         |         |         |         |         |

| Grupo 3 | Grupo 3            | Grupo 3 | Grupo 3 | Grupo 3 | Grupo 3 | Grupo 3 | Grupo 3 | Grupo 3 | Grupo 3 |
| Time | Time               | PG      | J       | V       | E       | D       | GP      | GC      | SG      |
| --- | ------------------ | ------- | ------- | ------- | ------- | ------- | ------- | ------- | ------- |
| 1 | União Rondonópolis | 9       | 4       | 3       | 0       | 1       | 10      | 2       | 8       |
| 2 | Cuiabá             | 9       | 4       | 3       | 0       | 1       | 6       | 3       | 3       |
| 3 | Ji-Paraná          | 0       | 4       | 0       | 0       | 4       | 0       | 11      | -11     |
| PG - pontos ganhos; J - jogos; V - vitórias; E - empates; D - derrotas; GP - gols pró; GC - gols contra; SG - saldo de gols |                    |         |         |         |         |         |         |         |         |

| Grupo 4 | Grupo 4         | Grupo 4 | Grupo 4 | Grupo 4 | Grupo 4 | Grupo 4 | Grupo 4 | Grupo 4 | Grupo 4 |
| Time | Time            | PG      | J       | V       | E       | D       | GP      | GC      | SG      |
| --- | --------------- | ------- | ------- | ------- | ------- | ------- | ------- | ------- | ------- |
| 1 | Gama            | 9       | 6       | 2       | 3       | 1       | 11      | 6       | 5       |
| 2 | Palmas          | 9       | 6       | 2       | 3       | 1       | 8       | 9       | -1      |
| 3 | Gurupi          | 7       | 6       | 2       | 1       | 3       | 4       | 8       | -4      |
| 4 | CFZ de Brasília | 6       | 6       | 1       | 3       | 2       | 7       | 7       | 0       |
| PG - pontos ganhos; J - jogos; V - vitórias; E - empates; D - derrotas; GP - gols pró; GC - gols contra; SG - saldo de gols |                 |         |         |         |         |         |         |         |         |

| Grupo 5 | Grupo 5        | Grupo 5 | Grupo 5 | Grupo 5 | Grupo 5 | Grupo 5 | Grupo 5 | Grupo 5 | Grupo 5 |
| Time | Time           | PG      | J       | V       | E       | D       | GP      | GC      | SG      |
| --- | -------------- | ------- | ------- | ------- | ------- | ------- | ------- | ------- | ------- |
| 1 | Sampaio Corrêa | 10      | 6       | 3       | 1       | 2       | 9       | 8       | 1       |
| 2 | Moto Club      | 9       | 6       | 3       | 0       | 3       | 17      | 14      | 3       |
| 3 | Castanhal      | 9       | 6       | 3       | 0       | 3       | 15      | 12      | 3       |
| 4 | Tuna Luso      | 7       | 6       | 2       | 1       | 3       | 8       | 15      | -7      |
| PG - pontos ganhos; J - jogos; V - vitórias; E - empates; D - derrotas; GP - gols pró; GC - gols contra; SG - saldo de gols |                |         |         |         |         |         |         |         |         |

| Grupo 6 | Grupo 6     | Grupo 6 | Grupo 6 | Grupo 6 | Grupo 6 | Grupo 6 | Grupo 6 | Grupo 6 | Grupo 6 |
| Time | Time        | PG      | J       | V       | E       | D       | GP      | GC      | SG      |
| --- | ----------- | ------- | ------- | ------- | ------- | ------- | ------- | ------- | ------- |
| 1 | AD Limoeiro | 13      | 6       | 4       | 1       | 1       | 14      | 8       | 6       |
| 2 | Parnahyba   | 8       | 6       | 2       | 2       | 2       | 6       | 7       | -1      |
| 3 | Ferroviário | 7       | 6       | 2       | 1       | 3       | 6       | 7       | -1      |
| 4 | River-PI    | 5       | 6       | 1       | 2       | 3       | 5       | 9       | -4      |
| PG - pontos ganhos; J - jogos; V - vitórias; E - empates; D - derrotas; GP - gols pró; GC - gols contra; SG - saldo de gols |             |         |         |         |         |         |         |         |         |

| Grupo 7 | Grupo 7             | Grupo 7 | Grupo 7 | Grupo 7 | Grupo 7 | Grupo 7 | Grupo 7 | Grupo 7 | Grupo 7 |
| Time | Time                | PG      | J       | V       | E       | D       | GP      | GC      | SG      |
| --- | ------------------- | ------- | ------- | ------- | ------- | ------- | ------- | ------- | ------- |
| 1 | Treze               | 11      | 6       | 3       | 2       | 1       | 8       | 5       | 3       |
| 2 | Campinense          | 9       | 6       | 2       | 3       | 1       | 7       | 6       | 1       |
| 3 | Potiguar de Mossoró | 7       | 6       | 2       | 1       | 3       | 5       | 7       | -2      |
| 4 | Baraúnas            | 5       | 6       | 1       | 2       | 3       | 7       | 9       | -2      |
| PG - pontos ganhos; J - jogos; V - vitórias; E - empates; D - derrotas; GP - gols pró; GC - gols contra; SG - saldo de gols |                     |         |         |         |         |         |         |         |         |

| Grupo 8 | Grupo 8        | Grupo 8 | Grupo 8 | Grupo 8 | Grupo 8 | Grupo 8 | Grupo 8 | Grupo 8 | Grupo 8 |
| Time | Time           | PG      | J       | V       | E       | D       | GP      | GC      | SG      |
| --- | -------------- | ------- | ------- | ------- | ------- | ------- | ------- | ------- | ------- |
| 1 | Porto-PE       | 13      | 6       | 4       | 1       | 1       | 12      | 5       | 7       |
| 2 | Itacuruba      | 10      | 6       | 3       | 1       | 2       | 6       | 8       | -2      |
| 3 | Coruripe       | 5       | 6       | 1       | 2       | 3       | 8       | 10      | -2      |
| 4 | Corinthians-AL | 5       | 6       | 1       | 2       | 3       | 8       | 11      | -3      |
| PG - pontos ganhos; J - jogos; V - vitórias; E - empates; D - derrotas; GP - gols pró; GC - gols contra; SG - saldo de gols |                |         |         |         |         |         |         |         |         |

| Grupo 9 | Grupo 9                | Grupo 9 | Grupo 9 | Grupo 9 | Grupo 9 | Grupo 9 | Grupo 9 | Grupo 9 | Grupo 9 |
| Time | Time                   | PG      | J       | V       | E       | D       | GP      | GC      | SG      |
| --- | ---------------------- | ------- | ------- | ------- | ------- | ------- | ------- | ------- | ------- |
| 1 | Confiança              | 10      | 6       | 3       | 1       | 2       | 4       | 4       | 0       |
| 2 | Sergipe                | 8       | 6       | 2       | 2       | 2       | 3       | 2       | 1       |
| 3 | Atlético de Alagoinhas | 8       | 6       | 2       | 2       | 2       | 5       | 5       | 0       |
| 4 | Catuense               | 6       | 6       | 1       | 3       | 2       | 2       | 3       | -1      |
| PG - pontos ganhos; J - jogos; V - vitórias; E - empates; D - derrotas; GP - gols pró; GC - gols contra; SG - saldo de gols |                        |         |         |         |         |         |         |         |         |

| Grupo 10 | Grupo 10         | Grupo 10 | Grupo 10 | Grupo 10 | Grupo 10 | Grupo 10 | Grupo 10 | Grupo 10 | Grupo 10 |
| Time | Time             | PG       | J        | V        | E        | D        | GP       | GC       | SG       |
| --- | ---------------- | -------- | -------- | -------- | -------- | -------- | -------- | -------- | -------- |
| 1 | Villa Nova       | 12       | 6        | 4        | 0        | 2        | 9        | 5        | 4        |
| 2 | Serra            | 11       | 6        | 3        | 2        | 1        | 10       | 8        | 2        |
| 3 | Ipatinga         | 5        | 6        | 1        | 2        | 3        | 6        | 8        | -2       |
| 4 | Estrela do Norte | 5        | 6        | 1        | 2        | 3        | 6        | 10       | -4       |
| PG - pontos ganhos; J - jogos; V - vitórias; E - empates; D - derrotas; GP - gols pró; GC - gols contra; SG - saldo de gols |                  |          |          |          |          |          |          |          |          |

| Grupo 11 | Grupo 11  | Grupo 11 | Grupo 11 | Grupo 11 | Grupo 11 | Grupo 11 | Grupo 11 | Grupo 11 | Grupo 11 |
| Time | Time      | PG       | J        | V        | E        | D        | GP       | GC       | SC       |
| --- | --------- | -------- | -------- | -------- | -------- | -------- | -------- | -------- | -------- |
| 1 | CRAC      | 12       | 6        | 3        | 3        | 0        | 8        | 3        | 5        |
| 2 | CENE      | 9        | 6        | 2        | 3        | 1        | 11       | 5        | 6        |
| 3 | Chapadão  | 5        | 6        | 1        | 2        | 3        | 4        | 8        | -4       |
| 4 | Jataiense | 5        | 6        | 1        | 2        | 3        | 5        | 12       | -7       |
| PG - pontos ganhos; J - jogos; V - vitórias; E - empates; D - derrotas; GP - gols pró; GC - gols contra; SG - saldo de gols |           |          |          |          |          |          |          |          |          |

| Grupo 12 | Grupo 12     | Grupo 12 | Grupo 12 | Grupo 12 | Grupo 12 | Grupo 12 | Grupo 12 | Grupo 12 | Grupo 12 |
| Time | Time         | PG       | J        | V        | E        | D        | GP       | GC       | SG       |
| --- | ------------ | -------- | -------- | -------- | -------- | -------- | -------- | -------- | -------- |
| 1 | Americano    | 12       | 6        | 4        | 0        | 2        | 8        | 3        | 5        |
| 2 | Ceilândia    | 10       | 6        | 3        | 1        | 2        | 7        | 7        | 0        |
| 3 | Tupi         | 7        | 6        | 2        | 1        | 3        | 5        | 9        | -4       |
| 4 | Friburguense | 5        | 6        | 1        | 2        | 3        | 5        | 6        | -1       |
| PG - pontos ganhos; J - jogos; V - vitórias; E - empates; D - derrotas; GP - gols pró; GC - gols contra; SG - saldo de gols |              |          |          |          |          |          |          |          |          |

| Grupo 13 | Grupo 13            | Grupo 13 | Grupo 13 | Grupo 13 | Grupo 13 | Grupo 13 | Grupo 13 | Grupo 13 | Grupo 13 |
| Time | Time                | PG       | J        | V        | E        | D        | GP       | GC       | SG       |
| --- | ------------------- | -------- | -------- | -------- | -------- | -------- | -------- | -------- | -------- |
| 1 | Atlético Sorocaba   | 16       | 6        | 5        | 1        | 0        | 10       | 4        | 6        |
| 2 | Portuguesa Santista | 10       | 6        | 3        | 1        | 1        | 6        | 5        | 1        |
| 3 | Portuguesa-RJ       | 6        | 6        | 1        | 3        | 2        | 3        | 5        | -2       |
| 4 | America             | 1        | 6        | 0        | 1        | 5        | 1        | 6        | -5       |
| PG - pontos ganhos; J - jogos; V - vitórias; E - empates; D - derrotas; GP - gols pró; GC - gols contra; SG - saldo de gols |                     |          |          |          |          |          |          |          |          |

| Grupo 14 | Grupo 14         | Grupo 14 | Grupo 14 | Grupo 14 | Grupo 14 | Grupo 14 | Grupo 14 | Grupo 14 | Grupo 14 |
| Time | Time             | PG       | J        | V        | E        | D        | GP       | GC       | SG       |
| --- | ---------------- | -------- | -------- | -------- | -------- | -------- | -------- | -------- | -------- |
| 1 | União Barbarense | 14       | 6        | 4        | 2        | 0        | 7        | 3        | 4        |
| 2 | Rio Branco-SP    | 7        | 6        | 1        | 4        | 1        | 5        | 4        | 1        |
| 3 | América-SP       | 5        | 6        | 1        | 2        | 3        | 4        | 7        | -3       |
| 4 | União São João   | 4        | 6        | 0        | 4        | 2        | 3        | 3        | -2       |
| PG - pontos ganhos; J - jogos; V - vitórias; E - empates; D - derrotas; GP - gols pró; GC - gols contra; SG - saldo de gols |                  |          |          |          |          |          |          |          |          |

| Grupo 15 | Grupo 15            | Grupo 15 | Grupo 15 | Grupo 15 | Grupo 15 | Grupo 15 | Grupo 15 | Grupo 15 | Grupo 15 |
| Time | Time                | PG       | J        | V        | E        | D        | GP       | GC       | SG       |
| --- | ------------------- | -------- | -------- | -------- | -------- | -------- | -------- | -------- | -------- |
| 1 | Iraty               | 14       | 6        | 4        | 2        | 0        | 8        | 2        | 6        |
| 2 | Atlético de Ibirama | 7        | 6        | 1        | 4        | 1        | 6        | 3        | 3        |
| 3 | Nacional-PR         | 6        | 6        | 2        | 0        | 4        | 8        | 15       | -7       |
| 4 | Cianorte            | 5        | 6        | 1        | 2        | 3        | 5        | 7        | -2       |
| PG - pontos ganhos; J - jogos; V - vitórias; E - empates; D - derrotas; GP - gols pró; GC - gols contra; SG - saldo de gols |                     |          |          |          |          |          |          |          |          |

| Grupo 16 | Grupo 16      | Grupo 16 | Grupo 16 | Grupo 16 | Grupo 16 | Grupo 16 | Grupo 16 | Grupo 16 | Grupo 16 |
| Time | Time          | PG       | J        | V        | E        | D        | GP       | GC       | SG       |
| --- | ------------- | -------- | -------- | -------- | -------- | -------- | -------- | -------- | -------- |
| 1 | Ulbra         | 13       | 6        | 4        | 1        | 1        | 8        | 5        | 3        |
| 2 | Novo Hamburgo | 12       | 6        | 4        | 0        | 2        | 8        | 6        | 2        |
| 3 | Esportivo     | 5        | 6        | 1        | 2        | 3        | 9        | 12       | -3       |
| 4 | Lages         | 4        | 6        | 1        | 1        | 4        | 8        | 10       | -2       |
| PG - pontos ganhos; J - jogos; V - vitórias; E - empates; D - derrotas; GP - gols pró; GC - gols contra; SG - saldo de gols |               |          |          |          |          |          |          |          |          |

## Segunda Fase
| Equipe 1            | Total | Equipe 2           | 1.º jogo | 2.º jogo |
| ------------------- | ----- | ------------------ | -------- | -------- |
| Trem                | 2–4   | Grêmio Coariense   | 0–1      | 2–3      |
| Rio Branco-AC       | 6–3   | Atlético Roraima   | 5–0      | 1–3      |
| Palmas              | 5−4   | União Rondonópolis | 4–2      | 1–2      |
| Cuiabá              | 3–6   | Gama               | 2–4      | 1–2      |
| Parnahyba           | 1–1   | Sampaio Corrêa     | 1–1      | 0–0      |
| Moto Club           | 0–2   | AD Limoeiro        | 0–0      | 0–2      |
| Itacuruba           | 3–3   | Treze              | 2–2      | 1–1      |
| Campinense          | 2−5   | Porto-PE           | 1–3      | 1–2      |
| Serra               | 4–4   | Confiança          | 4–3      | 0–1      |
| Sergipe             | 2–3   | Villa Nova         | 2–1      | 0–2      |
| Rio Branco-SP       | 3–3   | Atlético Sorocaba  | 1–0      | 2–3      |
| Portuguesa Santista | 2–4   | União Barbarense   | 1–0      | 1–4      |
| Novo Hamburgo       | 3–3   | Iraty              | 3–1      | 0–2      |
| Atlético de Ibirama | 4–3   | Ulbra              | 2–1      | 2–2      |
| Ceilândia           | 3–4   | CRAC               | 2–2      | 1–2      |
| CENE                | 3–5   | Americano          | 1–0      | 2–5      |

## Terceira Fase
| Equipe 1         | Total       | Equipe 2            | 1.º jogo | 2.º jogo |
| ---------------- | ----------- | ------------------- | -------- | -------- |
| Grêmio Coariense | 4–4 (5–6 p) | Rio Branco-AC       | 3–1      | 1–3      |
| Palmas           | 1–3         | Gama                | 0–0      | 1–3      |
| Sampaio Corrêa   | 4−4         | AD Limoeiro         | 3–2      | 1–2      |
| Porto-PE         | 3–3 (2–3 p) | Treze               | 1–2      | 2–1      |
| Villa Nova       | 2–2 (5–3 p) | Confiança           | 2–0      | 0–2      |
| Rio Branco-SP    | 1–5         | União Barbarense    | 0–2      | 1–3      |
| Iraty            | 2–2         | Atlético de Ibirama | 1–0      | 1–2      |
| CRAC             | 1−4         | Americano           | 1–1      | 0–3      |

## Quarta Fase
| Equipe 1    | Total       | Equipe 2         | 1.º jogo | 2.º jogo |
| ----------- | ----------- | ---------------- | -------- | -------- |
| Gama        | 4–2         | Rio Branco-AC    | 2–0      | 2–2      |
| AD Limoeiro | 1–1 (6–5 p) | Treze            | 1–0      | 0–1      |
| Americano   | 1−0         | Villa Nova       | 1–0      | 0–0      |
| Iraty       | 1−2         | União Barbarense | 0–1      | 1–1      |

## Fase Final
| Tabela de classificação | Tabela de classificação | Tabela de classificação | Tabela de classificação | Tabela de classificação | Tabela de classificação | Tabela de classificação | Tabela de classificação | Tabela de classificação | Tabela de classificação |
| Time | Time                    | PG                      | J                       | V                       | E                       | D                       | GP                      | GC                      | SG                      |
| --- | ----------------------- | ----------------------- | ----------------------- | ----------------------- | ----------------------- | ----------------------- | ----------------------- | ----------------------- | ----------------------- |
| 1 | União Barbarense        | 15                      | 6                       | 5                       | 0                       | 1                       | 11                      | 6                       | +5                      |
| 2 | Gama                    | 10                      | 6                       | 3                       | 1                       | 2                       | 16                      | 9                       | +7                      |
| 3 | Americano               | 5                       | 6                       | 1                       | 2                       | 3                       | 5                       | 7                       | -2                      |
| 4 | AD Limoeiro             | 4                       | 6                       | 1                       | 1                       | 4                       | 5                       | 15                      | -10                     |
| PG - pontos ganhos; J - jogos; V - vitórias; E - empates; D - derrotas; GP - gols pró; GC - gols contra; SG - saldo de gols |                         |                         |                         |                         |                         |                         |                         |                         |                         |

|  |                                 |
|  | Classificados à Série B de 2005 |

## Campeão
| Campeão Brasileiro de 2004 (Série C)                |
| São Paulo                                           |
| --------------------------------------------------- |
| União Agrícola Barbarense Futebol Clube (1º título) |